# 검역

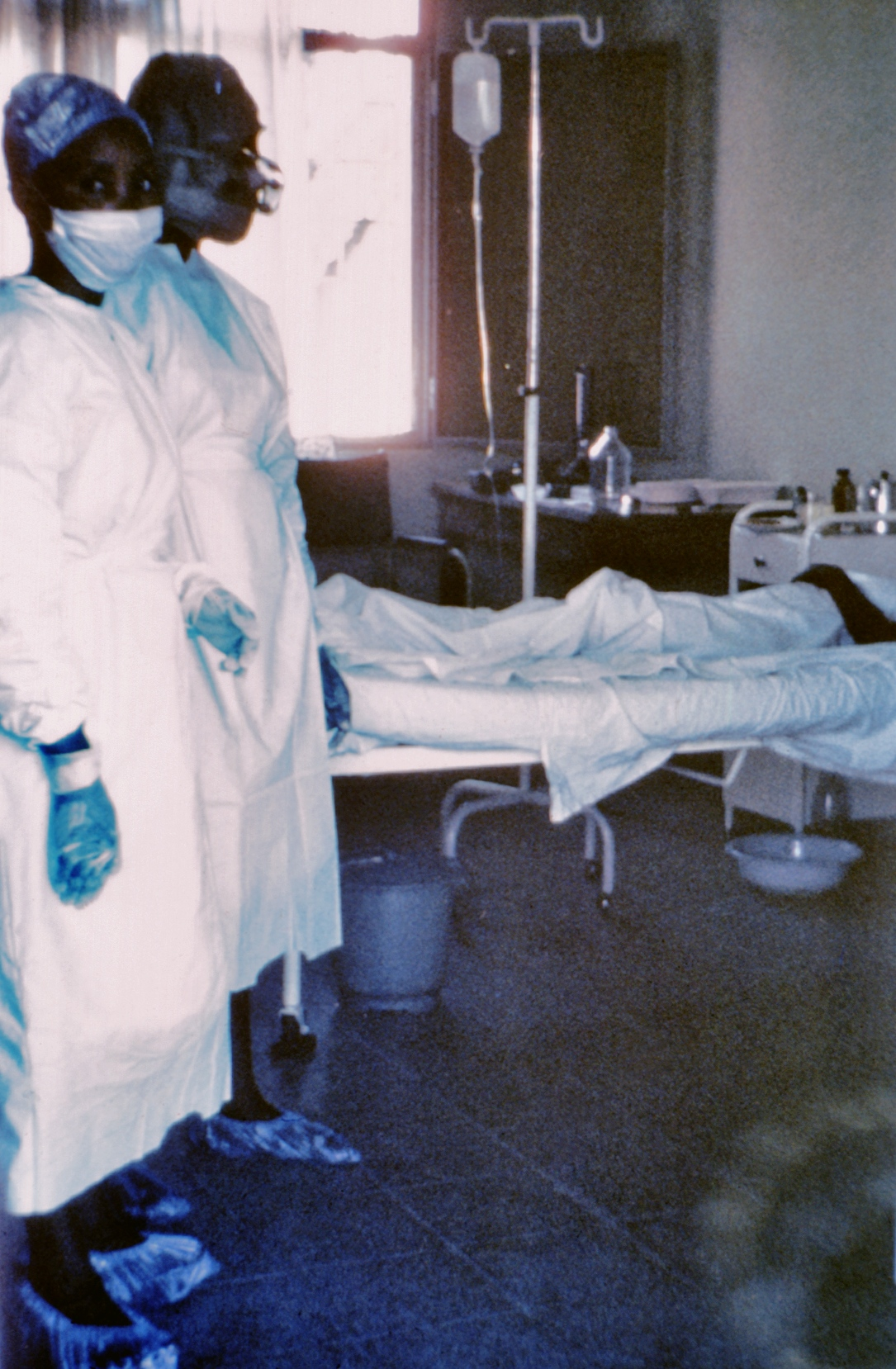

검역(檢疫, 영어: quarantine)은 국외 감염병이 국내로 유입되는 것을 예방하기 위해 공항, 항구 등에서 검사하는 것을 말한다.

## 검역 대상 및 진행
검역 대상은 감염을 일으킬 수 있는 질병이나 해충이며, 전염병이나 해충 등이 확산되지 않도록 사람이나 물건의 이동을 제한한다. 전염병에 노출되었을 수 있지만, 의학적으로 병이 확정되지 않은 사람들의 움직임을 막아 질병 등에 감염되지 않도록 제한하는 조치도 포함된다. 전염성 질병에 감염된 것으로 확인된 사람이나 물건이 건강한 집단으로부터 격리되는 의학적 격리와는 의미가 다르다. 검역은 주로 국경이나 행정 단위에서 발생하는 통제를 가리킨다.

## 검역의 단어적 의미
해외에서 전염병이나 해충이 들어오는 것을 막기 위하여 공항과 항구에서 하는 일들을 통틀어 이르는 말. 자동차ㆍ배ㆍ비행기ㆍ화물 따위를 검진하고 소독하며, 승객들에게 예방 주사를 접종하거나 병이 있는 사람을 격리하고, 동물이나 식물을 따로 보관하여 병의 유무를 살핀 뒤 폐기하거나 통과시키거나 하는 일 따위가 이에 속한다. 영어로는 quarantine이라고 하는데, 로마 시대에 전염병이 도는 선박을 40일간(라틴어: quadraginta) 격리시켜 상륙을 허락하지 않았는데, 해당 단어에서 검역을 뜻하는 영어가 나왔다고 한다.

## 현대사에서 검역
현대사에서 주목할만한 검역은 다음과 같다.
- 영국에서 런던 대역병 발생한 시점에서 선박에서 유입되는 질병을 막고자 선박을 30~40일 동안 계류했다가 입국시키는 검역 정책을 실시
- 1918년 스페인 독감 전염 중에 서사모아 격리 및 검역 진행[3]
- 1972년 유고슬라비아 천연두 발병 중 검역 진행[4]
- 2019년 12월-2022년 4월 코로나19 범유행 동안 전 세계에 광범위한 검역이 진행[5]

## 검역소 설치시 고려사항
검역소를 설치하고 검역을 진행할 때에는 현지 실정에 맞는 윤리와 현지 특성을 고려해야 한다. 그래서 실제 검역은 국가마다 다르게 적용이 되고 있다. 일부 국가에서 검역은 광범위한 생물 안보 개념과 관련된 법률이 적용되는 많은 조치 중의 하나로 인식되고 있다. 예를 들어 호주의 생물의 보호를 위한 검역은 생물보안법 2015의 적용을 받아 진행하고 있다.

## 같이 보기
- 방사능
- 생물안전도
- 열화상 카메라
- 의료용 온도계(체온계)
- 적외선 온도계(영어판)
- 방독면(가스 마스크)
- 질병관리본부
- 밀입국(영어판)
- 밀수